# Arnoglossus tapeinosoma
Arnoglossus tapeinosoma es una especie de pez de la familia Bothidae en el orden de los Pleuronectiformes.

## Hábitat
Es un pez de mar.

## Morfología
Pueden llegar alcanzar los 12,7 cm de longitud total.

## Distribución geográfica
Se encuentra desde las  costas del Golfo de Omán y del Golfo Pérsico hasta la  China y Sumatra.